# 克羅努拉站
克羅努拉站（英語：Cronulla Station）是一個城市鐵路東郊及伊拉瓦拉線的沿線車站，亦是克羅努拉支線的終站。它位於悉尼的克羅努拉，是一個住宅區和商業區，車站鄰近面向太平洋的克羅努拉海灘。

## 歷史
在1911年至1932年已經有有軌列車來往新忽地至克羅努拉，但因經濟問題而停駛。後來有人建議建造鐵路進入克羅努拉半島，國會終於在1939年3月2日同意建造支線，支線一共擁有5個車站。在同年的12月16日克羅努拉支線正式啟用。啟用儀式在克羅努拉站進行，由當時的新南威爾斯總督約翰‧洛打（John Loder, 2nd Baron Wakehurst）作主禮嘉賓。
2005年發生不幸的克羅努拉暴動）。
在城市鐵路路線清理計畫中，克羅努拉線將會雙軌化，使能服務更多班次。克羅努拉站2號月台將會加蓋，亦鋪設更多側線供列車停泊。現時工程正進行中，預計於2008年完成。

## 月台服務
克羅努拉站只設有一個月台，但有2個列車停車停泊位。每小時在每個方向各有2班列車（每個方向），在平日繁忙時間每加開班次。
1號月台
- 東郊及伊拉瓦拉線 — 往邦迪聯運

2號月台
- 東郊及伊拉瓦拉線 — 往克羅努拉

## 接駁交通
在附近設有多個公共汽車公司的站點。
巴士連線
- 984 － 米灣達站至克羅努拉
- 985 － 米灣達站至南克羅努拉
- 987 － 米灣達站至勤尼（Kurnell）

| 路線編號 | 路線              | 鄰近車站 |        |          |
| N11      | 市政廳 （佐治街） | 克羅努拉 | 卡令巴 | 克羅努拉 |

### 傷殘人士設施
該站設有升降機供傷殘人士出入，除此之外亦可以利用斜道前往兩邊的出口。

## 克羅努拉隧道畫廊
克羅努拉隧道畫廊位於車站北面的鐵路路線下，該隧道接駁克羅努拉街及東京街（Tonkin Street）

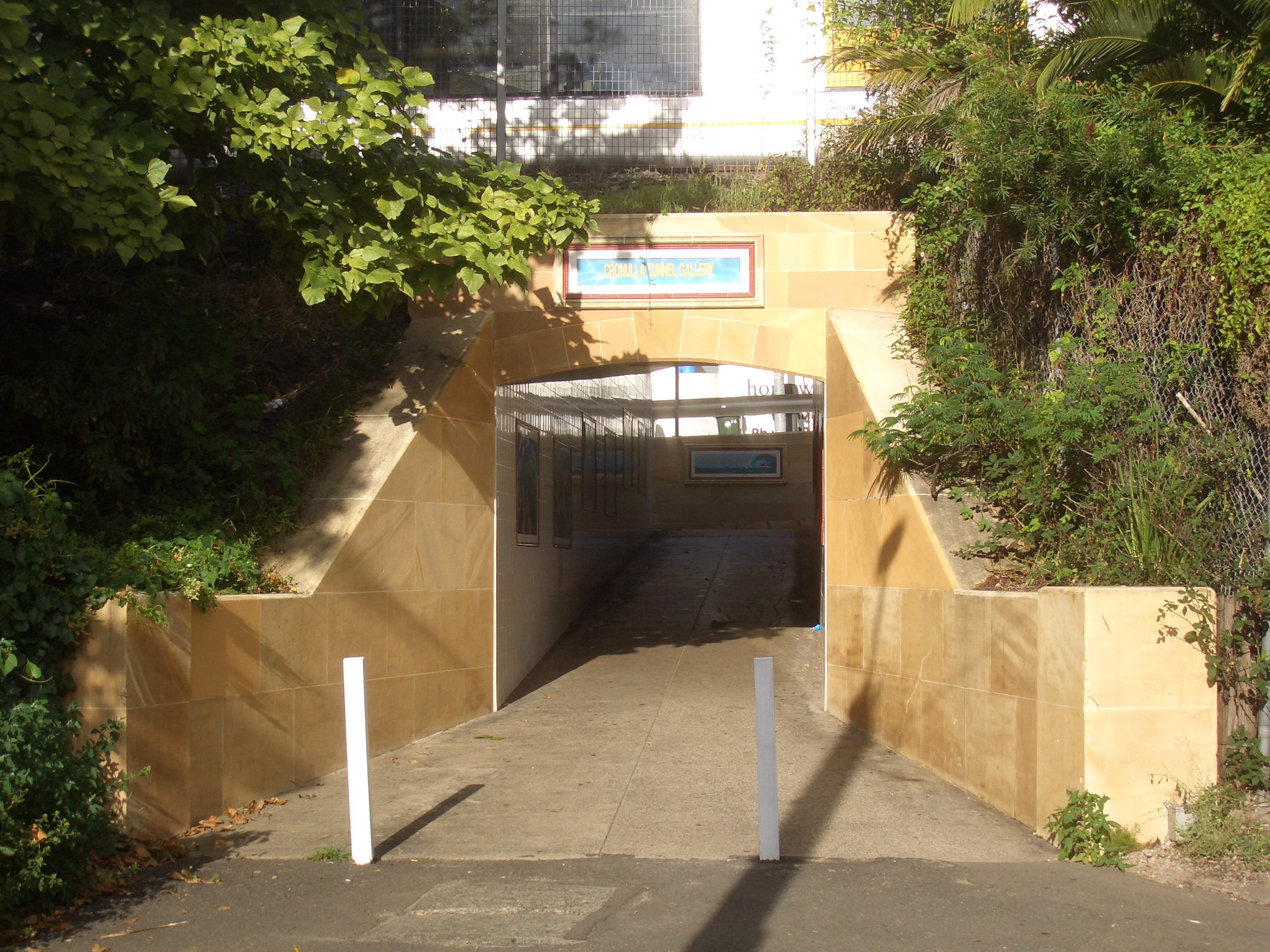
西面入口
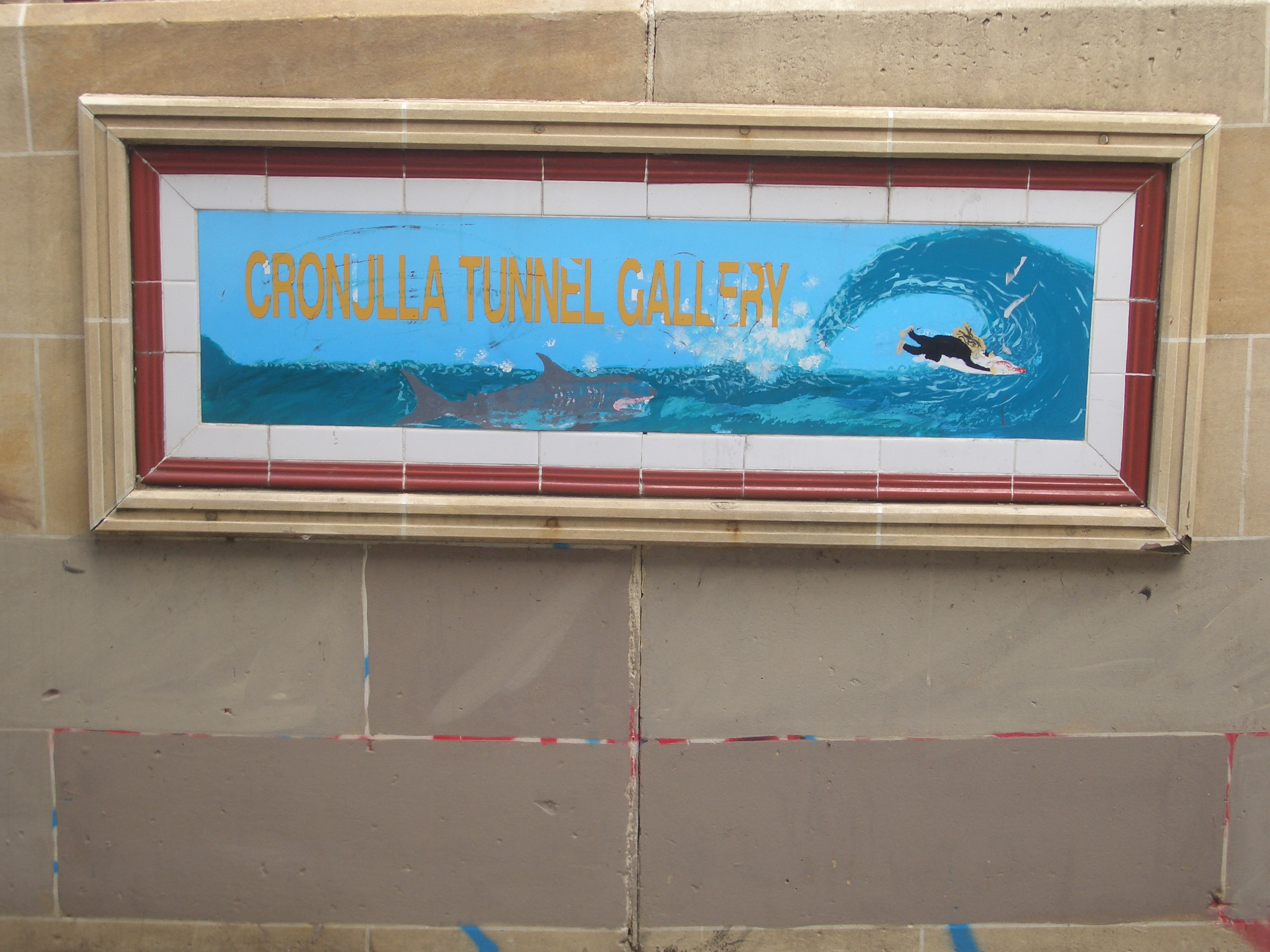
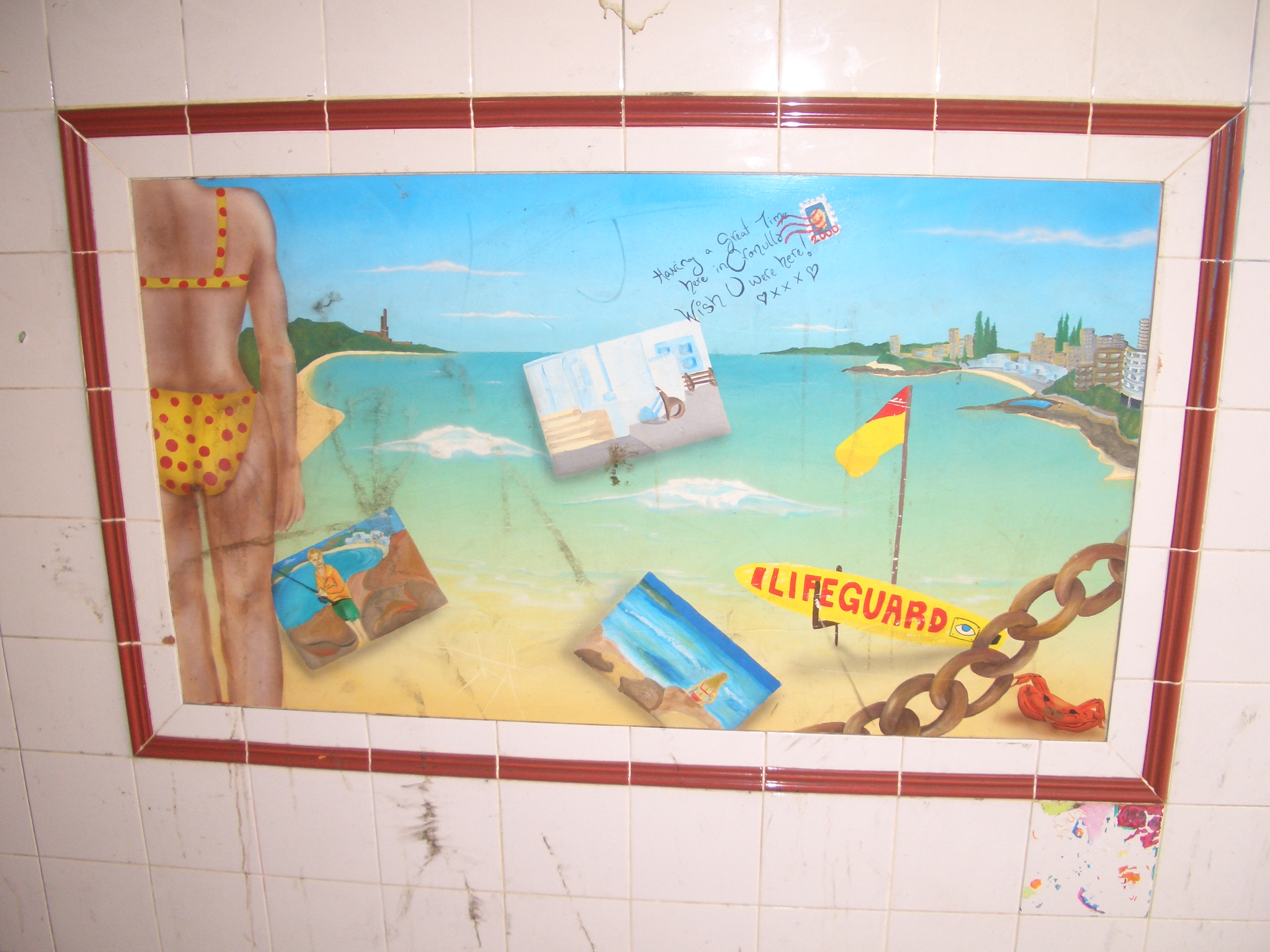
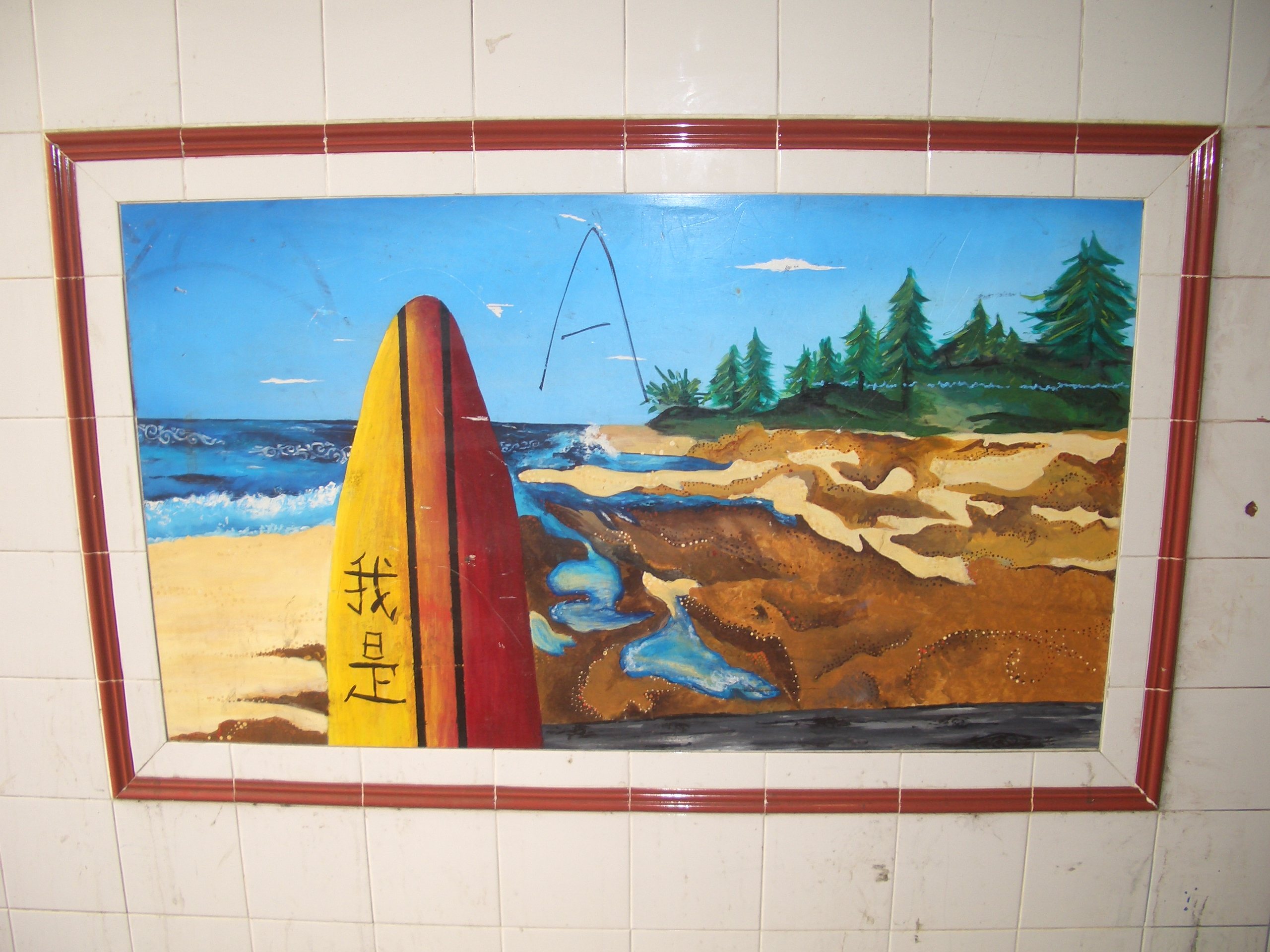
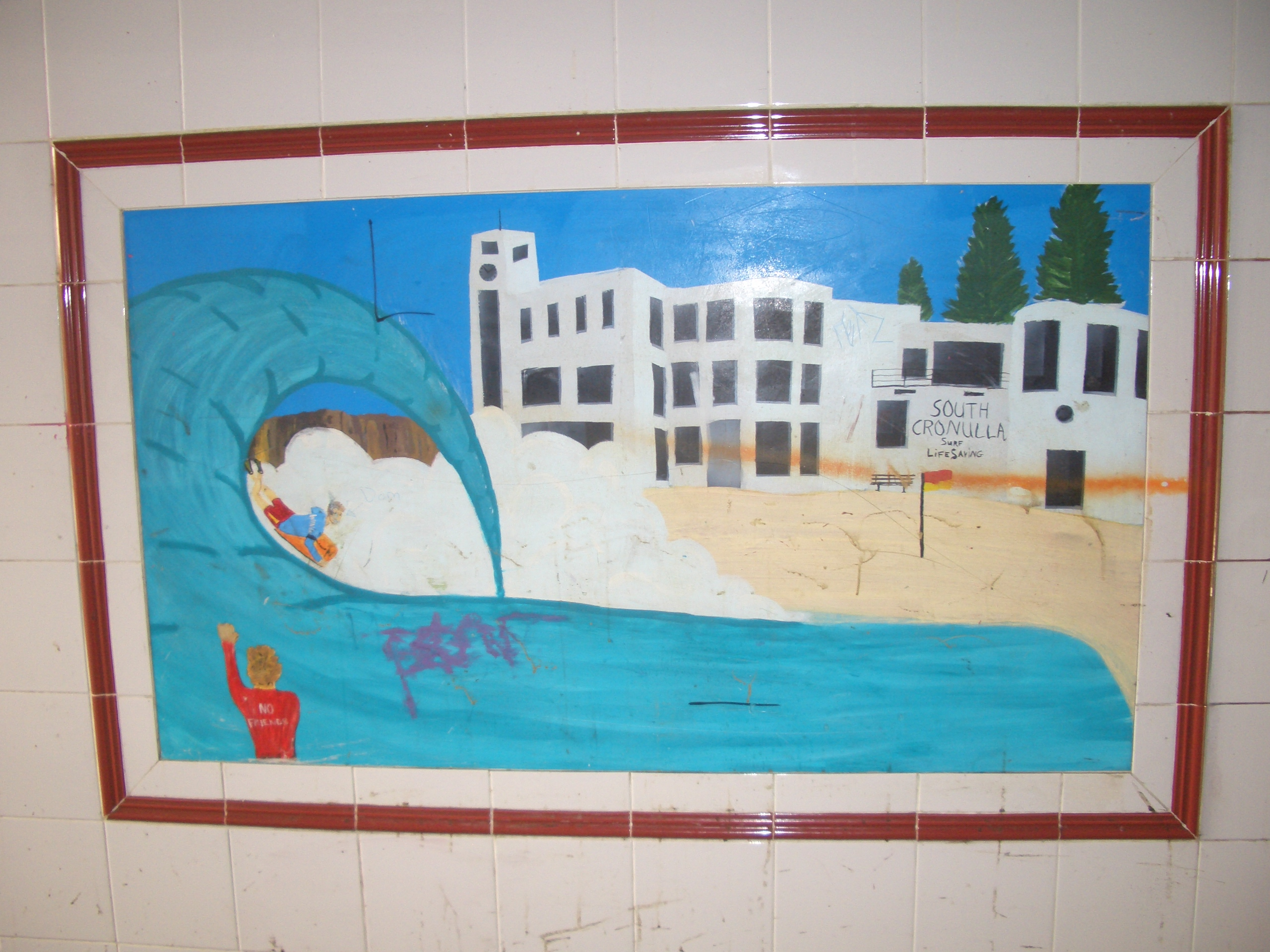
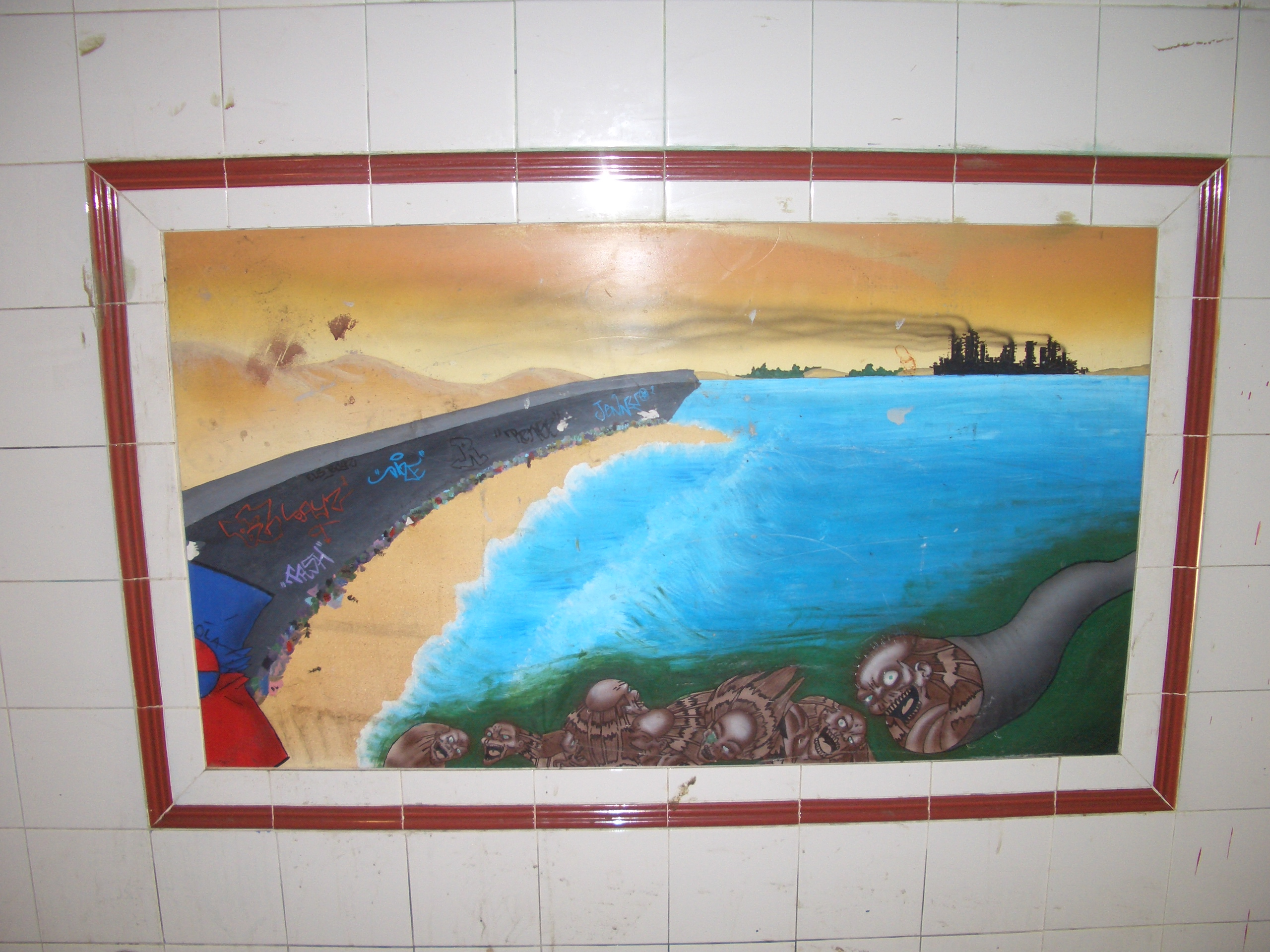
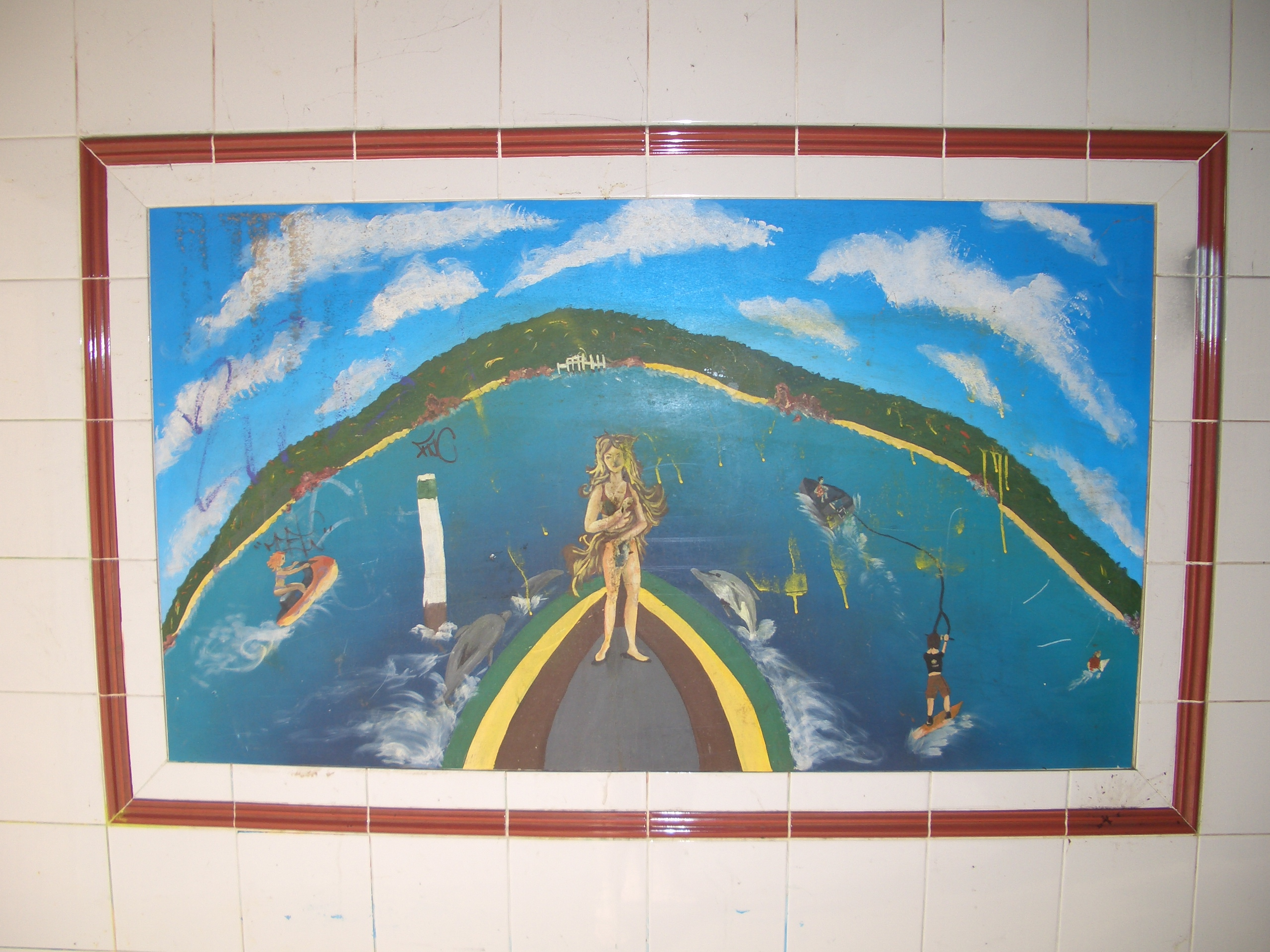